# Utsikt över en hamn
Utsikt över en hamn (tyska: Ansicht eines Hafens) är en oljemålning av den tyske romantiske konstnären Caspar David Friedrich från 1815–1816. Målningen ingår i Charlottenburgs slotts samlingar i Berlin.
Målningen är det mest betydande verk Friedrich utförde efter återkomsten till Dresden från resan till födelsestaden Greifswald 1815. Motivet bygger med all säkerhet på intryck från Greifswalds hamn, även om han inte strävat efter att göra en exakt avbildning. 
Målningens symbolik har tolkats olika av konstvetare. I bildens förgrund är en liten båt med dansk flagg på väg ut till de större skeppen. Flera av dessa har svensk flagg. En tolkning är att målningen är en allegori över Pommerns övergång från Sverige till Danmark. Vid freden i Kiel tilldelades Danmark Pommern som kompensation för att de avträtt Norge till Sverige. Efter bara 17 månader i dansk ägo avträdde Danmark området till den stigande stormakten Preussen. Friedrich var född i Svenska Pommern, utbildad i Köpenhamn och kände livet igenom en nära samhörighet med det nordiska. Andra konstvetare har tolkat målningen som en allegori för livsresan. Skeppen har efter en lång färd nått sitt mål i den stilla hamnen i solnedgången, vilket symboliserar livets resa mot döden (jämför Livsåldrarna).
Målningen köptes 1816 på en utställning i Berlin av kung Fredrik Vilhelm III av Preussen som födelsedagspresent till kronprins Fredrik Vilhelm.

## Relaterade målningar

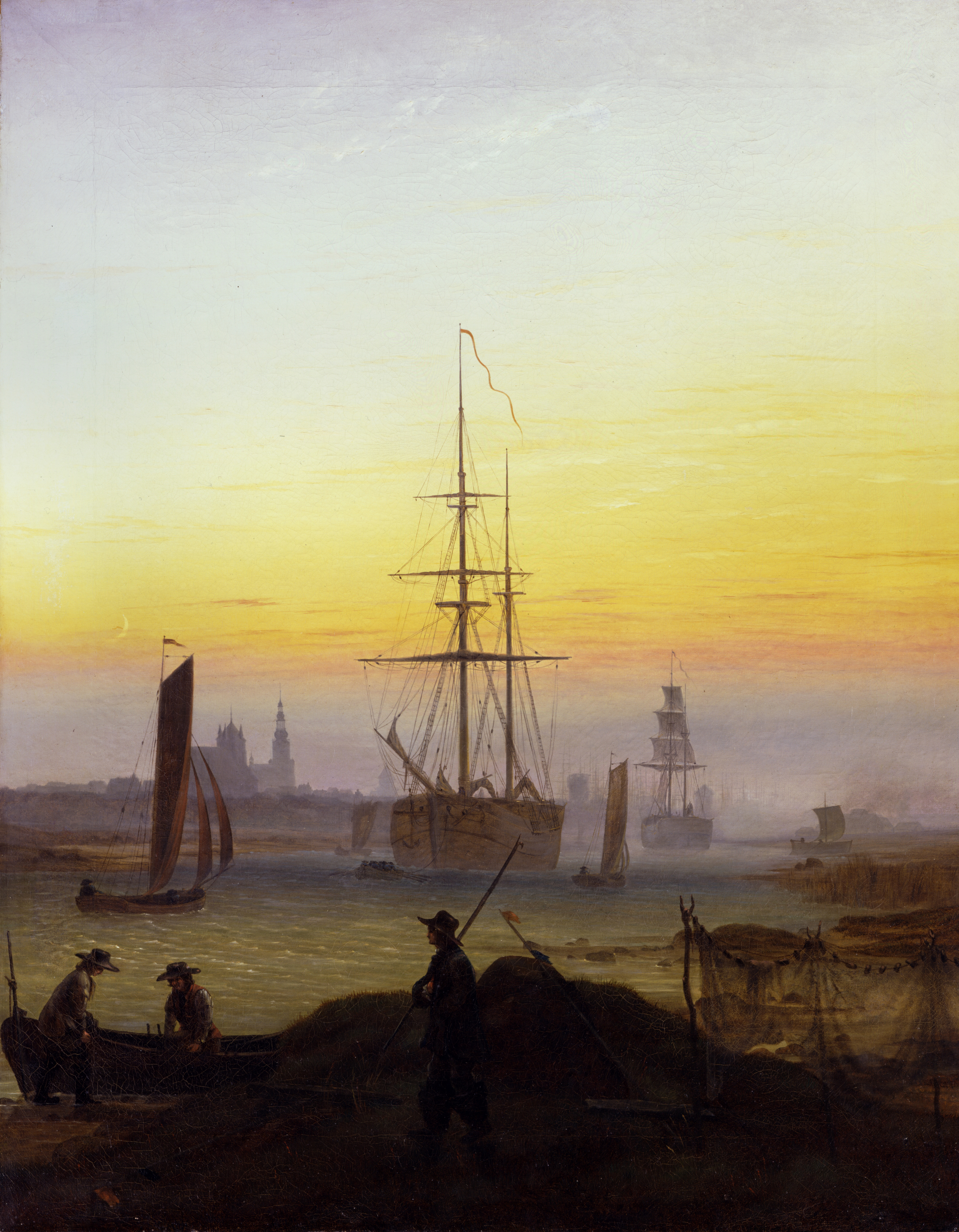
Friedrichs Greifswalds hamn (1818–1820), Alte Nationalgalerie i Berlin.
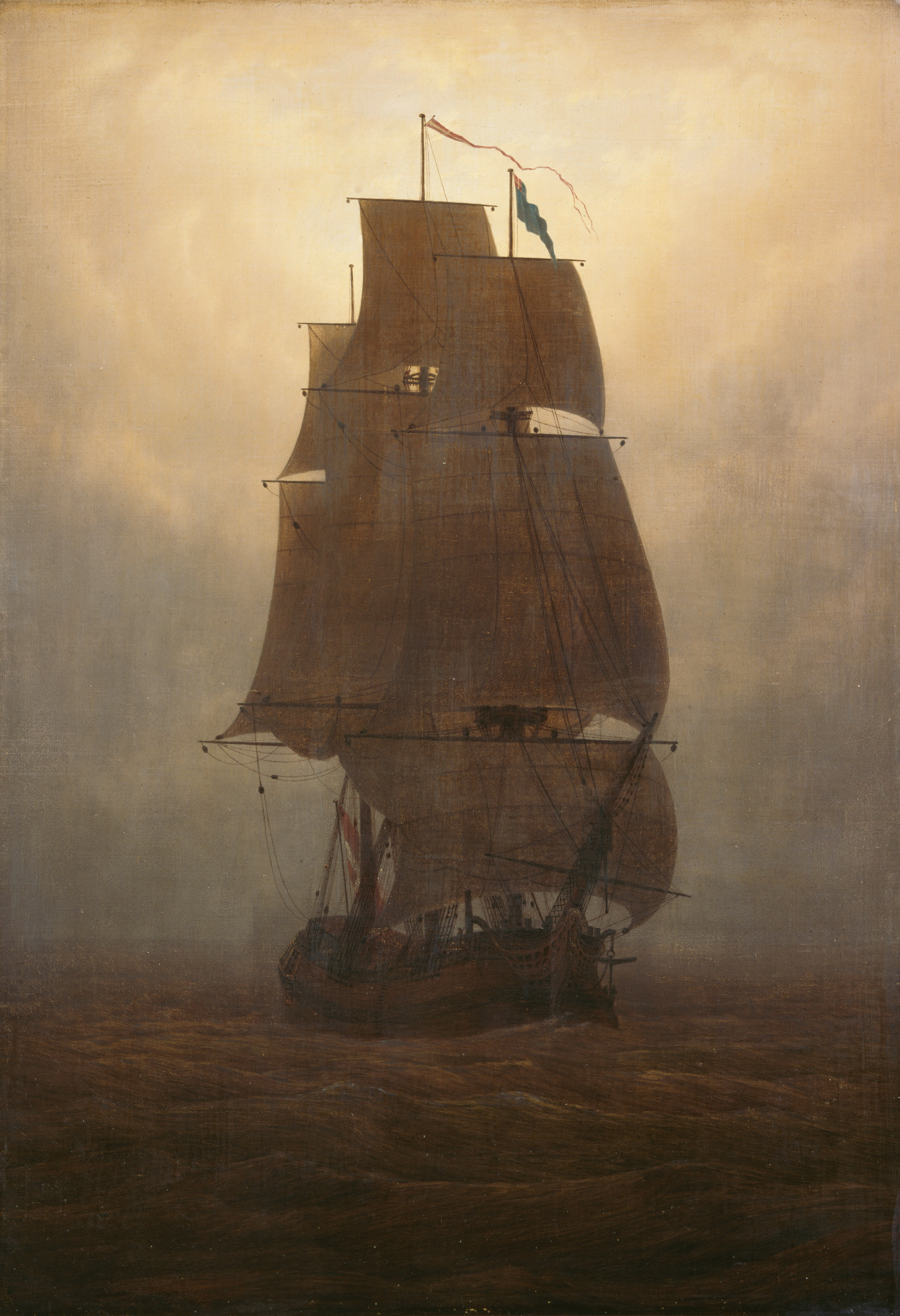
Friedrichs Segelfartyg (1815), Kunstsammlungen Chemnitz.
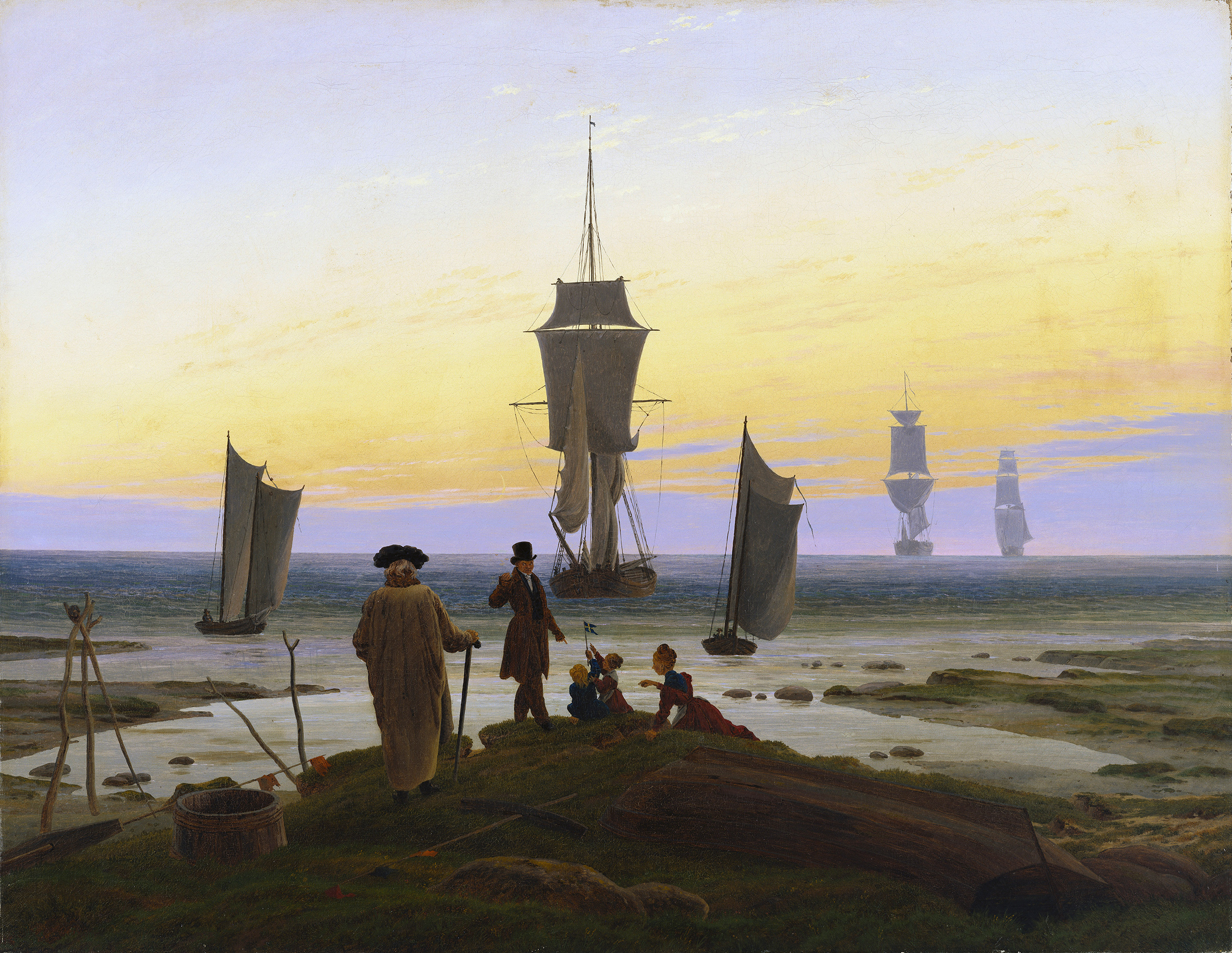
Friedrichs Livsåldrarna (1835), Museum der bildenden Künste i Leipzig.